# Mari Möldre

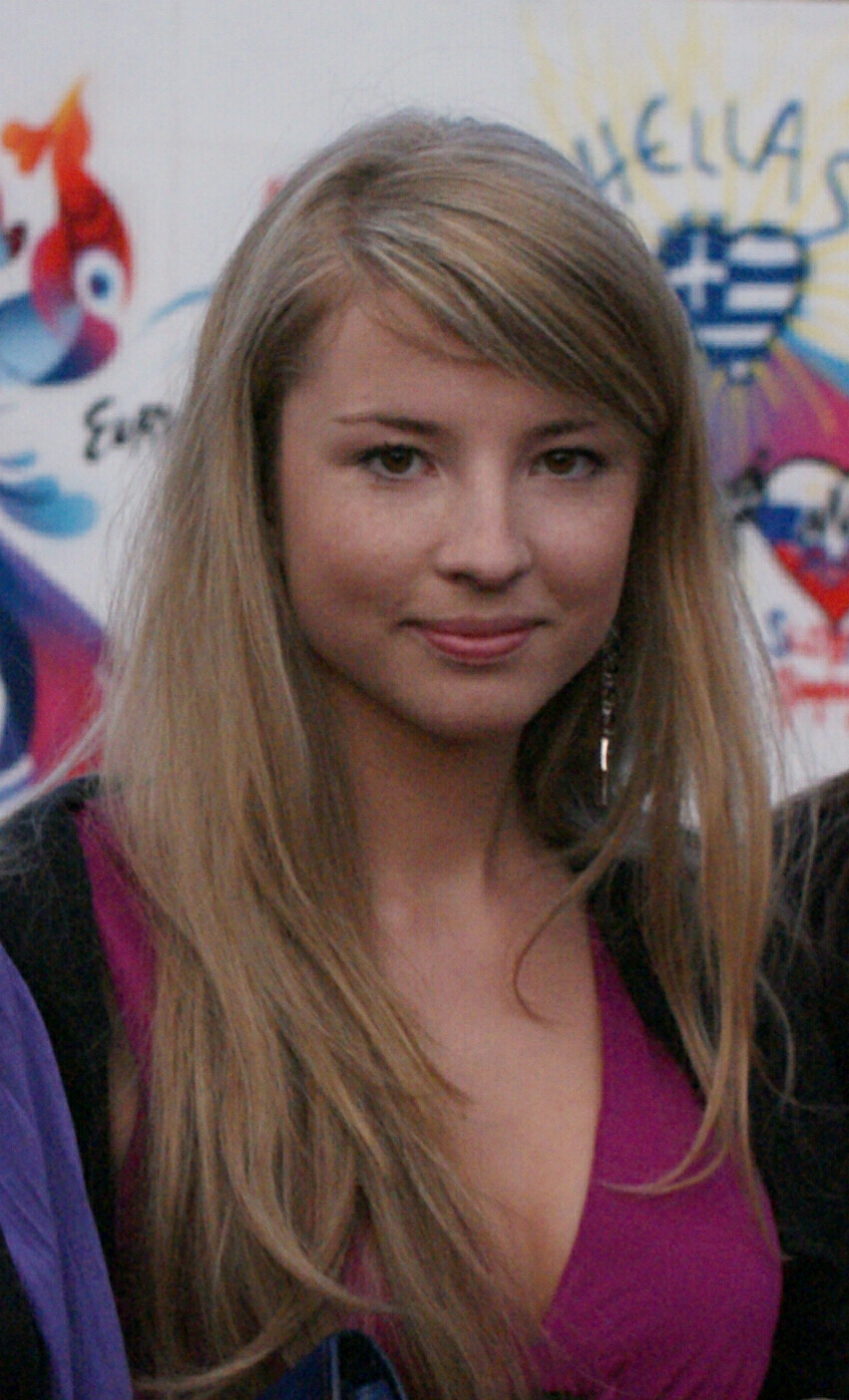
Mari Möldre

Mari Möldre nació en 16 de septiembre  de 1992. Empezó a tocar el violonchelo a los seis años. A pesar de su corta edad, ella siempre se ha dedicado a la música, tanto en violonchelo como canto y piano, ha sido parte de varios colectivos musicales. Numerosas actuaciones la han llevado a diferentes lugares en el mundo. Mari tiene interés en la arquitectura y el dibujo.
Mari representó a Estonia en el Festival de la Canción de Eurovisión 2009 junto al grupo Urban Symphony. Interpretaron la canción "Rändajad".